# Lifta
Lifta (arab. ‏لفتا‎, hebr. ‏ליפתא‎) – nieistniejąca już palestyńska wieś, która była położona w Dystrykcie Jerozolimy w Mandacie Palestyny. Wieś została wyludniona i zniszczona podczas wojny domowej w Mandacie Palestyny, po ataku żydowskiej organizacji paramilitarnej Irgun Cewai Leumi w dniu 1 stycznia 1948.

## Położenie

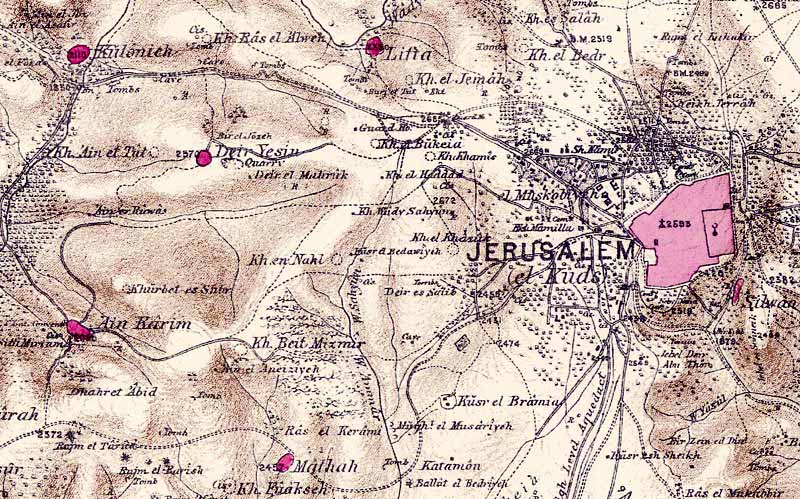
Położenie wioski Lifta względem Jerozolimy, mapa z lat 70. XIX w

Wieś Lifta leżała wśród Wzgórz Judzkich, przy samym wjeździe od zachodu do miasta Jerozolima. Według danych z 1945 do wsi należały ziemie o powierzchni 8743 ha. We wsi mieszkało wówczas 90 osób.
| własność gruntów | powierzchnia gruntów (hektary) |
| ---------------- | ------------------------------ |
| Muzułmanie       | 7780                           |
| Żydzi            | 756                            |
| publiczne        | 207                            |
| Razem            | 8 743                          |

| Rodzaj użytkowanych gruntów | Muzułmanie (hektary) | Żydzi (hektary) |
| --------------------------- | -------------------- | --------------- |
| uprawy oliwek               | 1044                 | 0               |
| uprawy zbóż                 | 3248                 | 288             |
| nieużytki                   | 4415                 | 366             |
| zabudowane                  | 324                  | 102             |

## Historia
Miejsce było zamieszkałe już w czasach Starożytnych. Stary Testament określa to miejsce jako Neftoach (hebr. ‏נפתח‎), będący granicą pomiędzy pokoleniem Judy i pokoleniem Benjamina. Był to najbardziej wysunięty na północ punkt graniczny pokolenia Judy. W czasach panowania rzymskiego i panowania bizantyjskiego nazywano je Nephtho. Krzyżowcy nazywali je Clepsta.
W 1596 wieś zamieszkiwało 396 mieszkańców, którzy płacili podatki z uprawy pszenicy, jęczmienia, oliwek, owoców i winogron.
W 1834 doszło tutaj do ludowego powstania, na czele którego stanął al-Kasim al-Szejk Ahmad. Egipski generał Ibrahim Pasza rozbił sił miejscowych powstańców, jednak Kasim al-Ahmad ufortyfikował się w rejonie Nablusu.
Gdy w 1917 Brytyjczycy zajmowali Palestynę, mieszkańcy Lifty przywitali ich z białymi flagami, wręczając symboliczne klucze do wsi. W okresie panowania Brytyjczyków Lifta była średniej wielkości wsią, którą w 1945 zamieszkiwało 2550 mieszkańców, w większości muzułmanów. We wsi znajdował się jeden meczet, dwie kawiarnie, klub społeczny i kilka sklepów. Były tu także dwie szkoły, jedna dla chłopców i jedna dla dziewcząt.

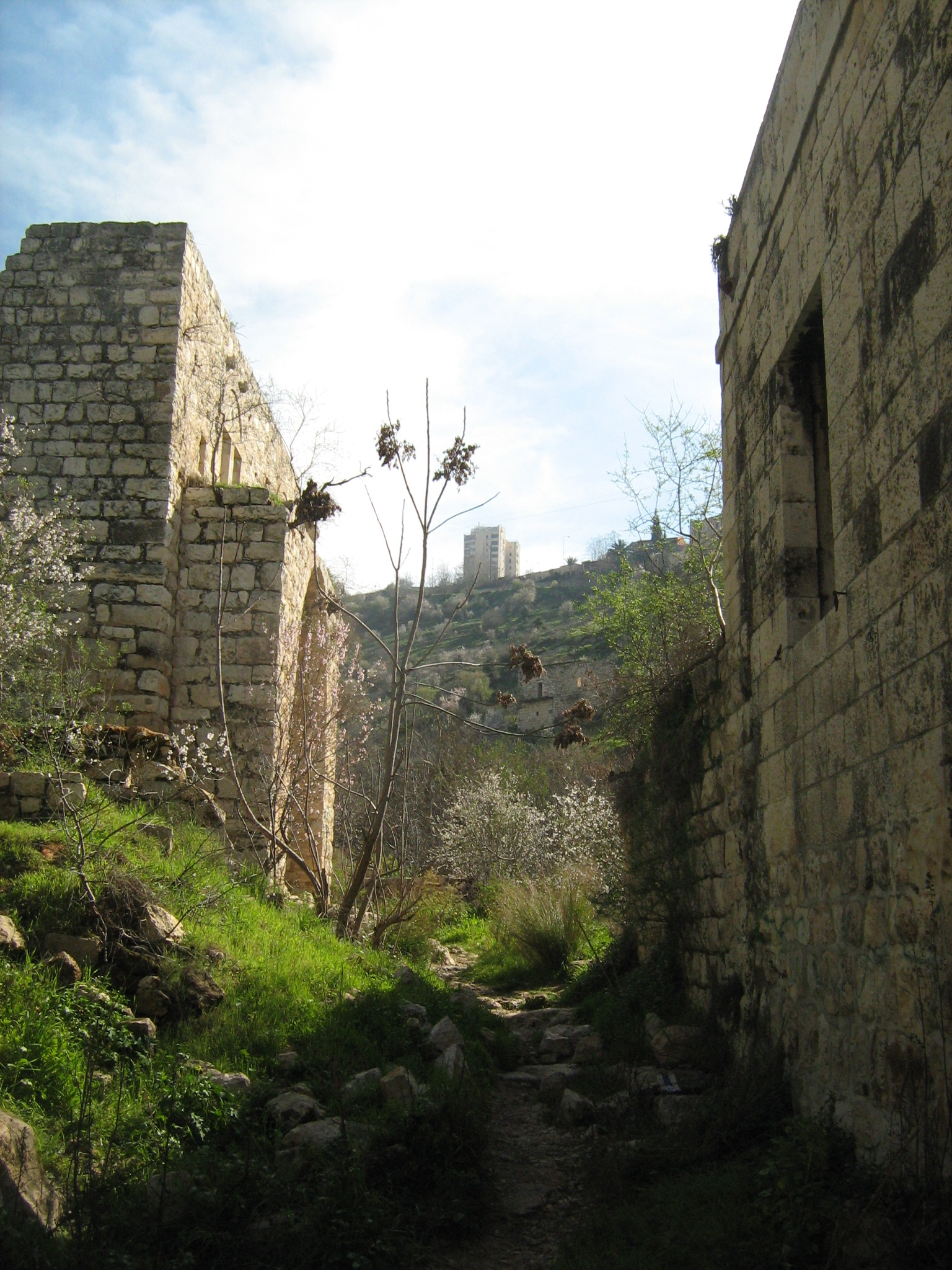
Ulica opuszczonej wioski Lifta

Przyjęta w listopadzie 1947 Rezolucja Zgromadzenia Ogólnego ONZ nr 181 stwierdzała, że Lifta z okolicznymi wsiami będą częścią międzynarodowej strefy Jerozolimy. Niemal natychmiast po tym wybuchła wojna domowa w Palestynie. Wieś była położona w ważnym strategicznie miejscu, umożliwiającym prowadzenie ataków na żydowskie konwoje do Jerozolimy. W odpowiedzi siły żydowskich organizacji paramilitarnych Hagana, Irgun i Lechi przeprowadzały odwetowe rajdy na wieś. Na początku grudnia Wysoka Komisja Arabska nakazała ewakuację wszystkich kobiet i dzieci z Lifty. Pod koniec grudnia we wsi rzucono granat ręczny w kierunku żydowskiego autobusu. Następnego dnia członkowie Gangu Abrahama Sterna zaatakowali kawiarnię w Lifcie, zabijając sześć osób i raniąc następne siedem. Po tym ataku większość mieszkańców uciekła.
Po wojnie o niepodległość większość terenów wioski znalazła się po stronie izraelskiej. Władze podjęły nieudaną próbę zasiedlenia wioski żydowskimi imigrantami z Jemenu. Ostatecznie opuszczona wieś pozostała jako rezerwat przyrody.

## Miejsce obecnie
Palestyński historyk Walid Chalidi, tak opisał pozostałości wsi Lifta: 

Większość domów stoi pusta, choć niektóre zostały przywrócone do użytku przez rodziny żydowskie. Zbudowany na wiosnę basen z Wadi al-Shami leży w gruzach. Po stronie północnej miejscowości wciąż są widoczne meczet i klub. Obok meczetu, po stronie zachodniej, znajduje się cmentarz porośnięty krzewami i dziką trawą.